# Kwintventiel
Het kwintventiel is het tweede ventiel op een bastrombone. Zoals de naam al doet vermoeden, verlaagt een kwintventiel de toon met het interval kwint. Het kwintventiel komt alleen voor op een bastrombone.